# Grüterich
Grüterich ist eine Ortschaft in der Gemeinde Wipperfürth im Oberbergischen Kreis im Regierungsbezirk Köln in Nordrhein-Westfalen (Deutschland).

## Lage und Beschreibung
Der Ort liegt im Südwesten der Stadt Wipperfürth. In der Ortschaft entspringt ein Nebengewässer des Schwarzenbaches. Nachbarorte sind Wipperfeld, Oberholl, Herweg und Oberschwarzen.
Politisch wird der Ort durch den Direktkandidaten des Wahlbezirks 7.1 (071) südwestliches Stadtgebiet im Rat der Stadt Wipperfürth vertreten.

## Geschichte
1443 wird der Ort erstmals unter der Bezeichnung „Grutringhen“ in einer Einkunfts- und Rechteliste des Kölner Apostelstiftes genannt. Die Karte Topographia Ducatus Montani aus dem Jahre 1715 zeigt vier Höfe und bezeichnet diese mit „Grüterig“. Die Topographische Aufnahme der Rheinlande von 1825 zeigt auf zwei umgrenzten Hofräumen unter dem Namen „Grutrich“ neun getrennt voneinander liegende Grundrisse. Ab der Preußischen Uraufnahme von 1840 wird die Ortsbezeichnung Grüterich verwendet.
Aus dem Jahre 1855 stammt ein im Ortsbereich stehendes Wegekreuz aus Sandstein, das heute unter Denkmalschutz steht.

## Busverbindungen
Über die Haltestelle Schniffelshöh der Linie 427 (VRS/OVAG) ist Grüterich an den öffentlichen Personennahverkehr angebunden.

## Wanderwege
Der vom SGV ausgeschilderte Wipperfürther Rundweg, der Bezirkswanderweg 9 von Wipperfürth nach Bergisch Gladbach und die örtlichen Rundwanderwege A1 sowie A4 führen durch den Ort.

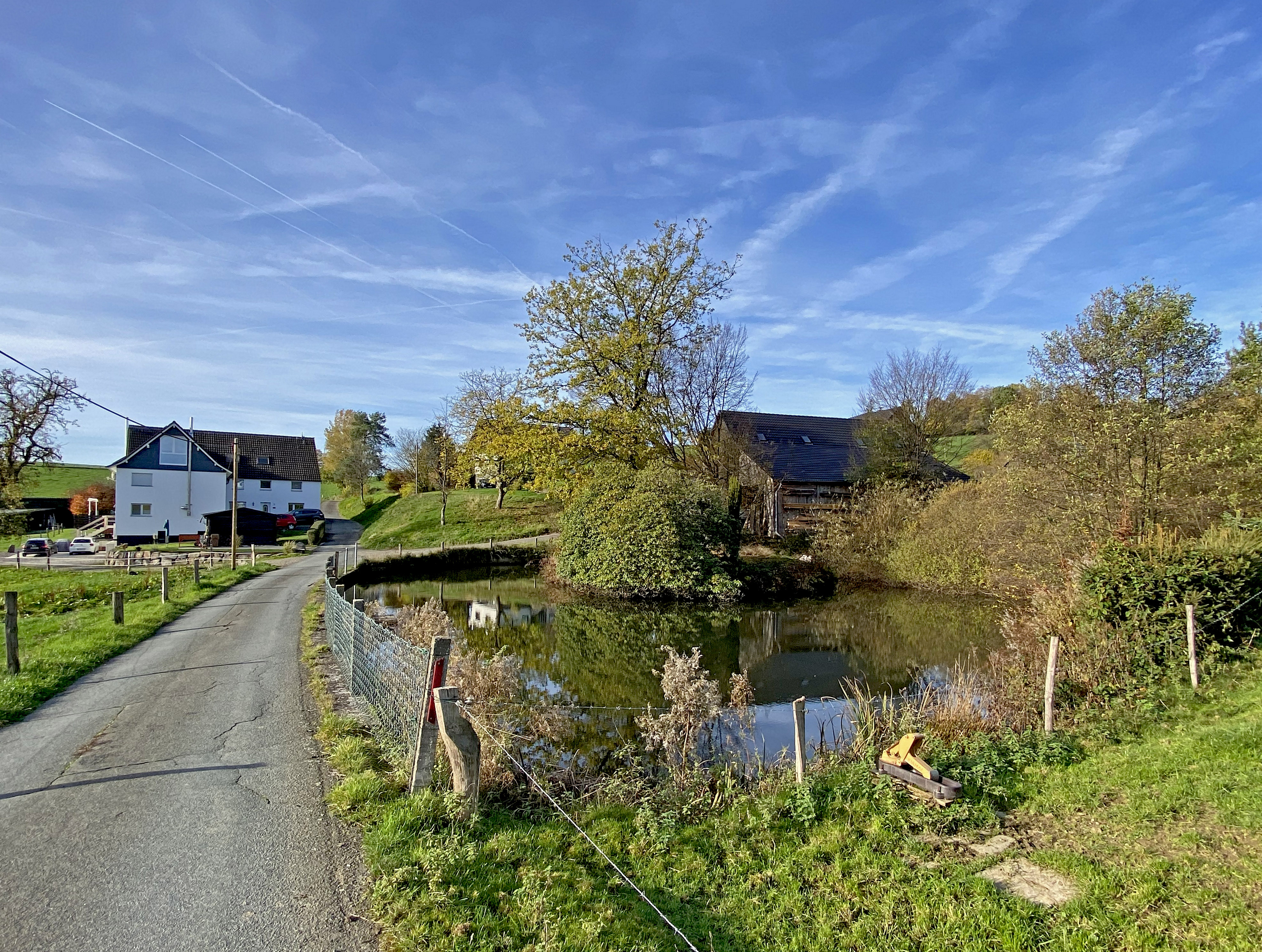
Dorf-Weiher Grüterich
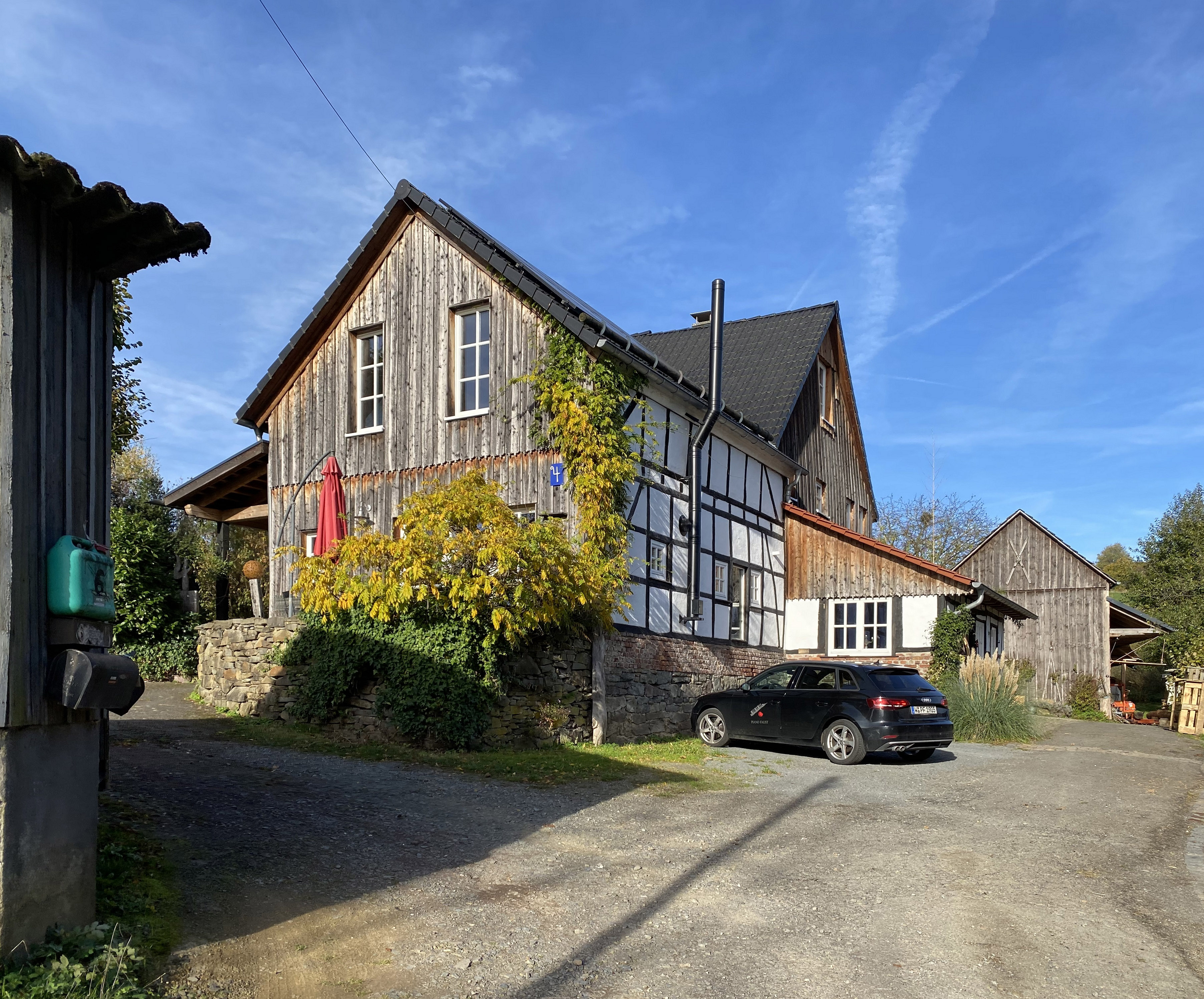
Fachwerkhof in Grüterich
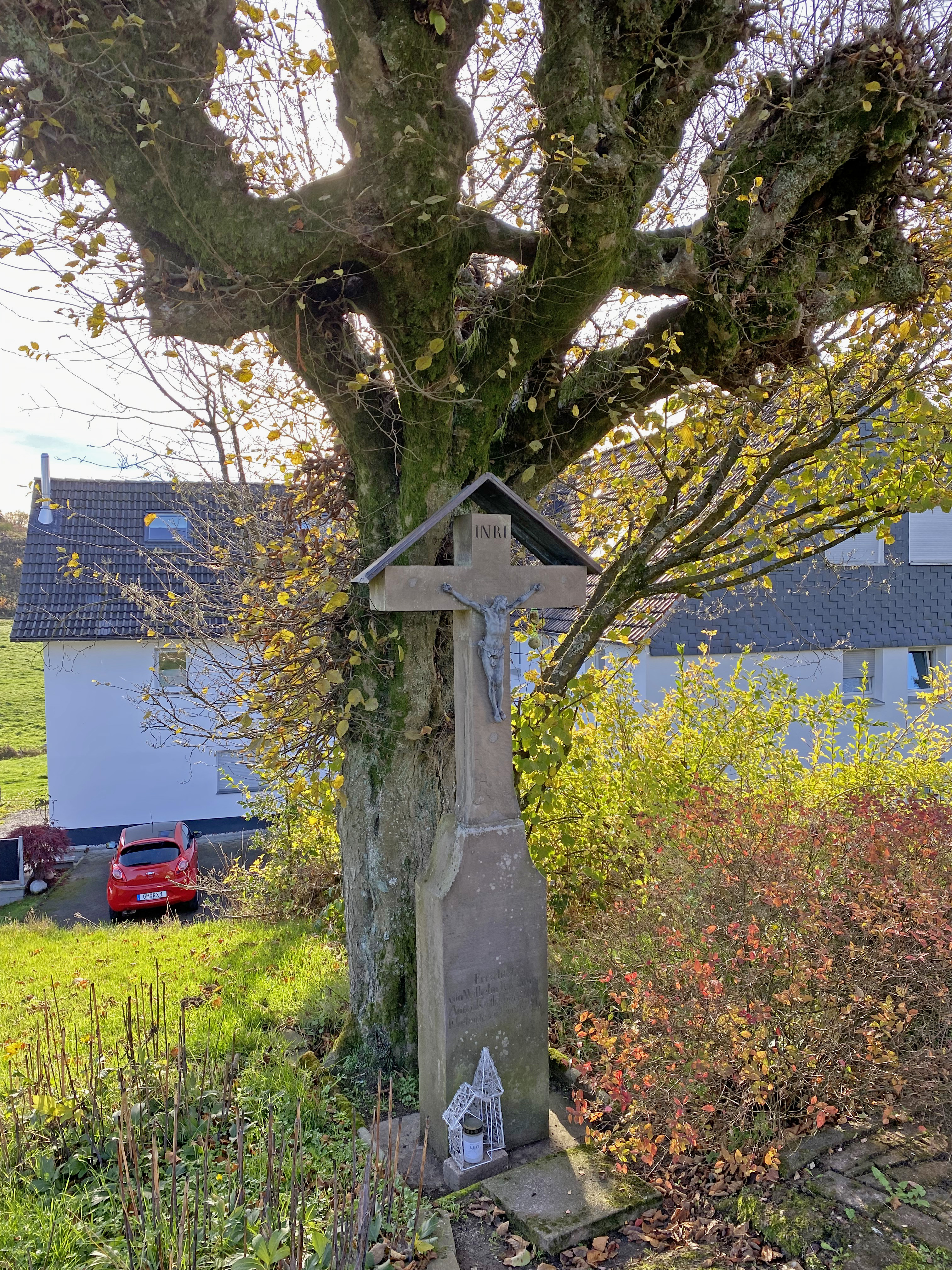
Baudenkmal Wegekreuz (1855)